# Liliana Melo de Sada
Liliana Margarita Melo (Monterrey, Nuevo León, 7 de abril de 1956) es una promotora mexicana de arte y cultura. Formó parte del equipo fundador del Museo del Vidrio en Monterrey, y durante 10 años fue la presidenta del Patronato del Festival Santa Lucía.

## Proyectos

### Museo del Vidrio
En sus inicios participó en la planeación del Museo del Vidrio, fundado más tarde en 1992. En este museo presentó en 2001 la exposición: China Imperial: Las Dinastías de Xi’An, evento al que asistió el entonces embajador de China en México.

### Ballet de Monterrey
Durante 15 años colaboró con Yolanda Santos en la gestión del Ballet de Monterrey y desde el 2001 fue presidenta de la Escuela Superior de Música y Danza, reinaugurada en 2006. Mantuvo este puesto hasta 2016, cuando lo pasó a Bárbara Herrera de Garza Sada.

### Paseo de la Mujer Mexicana
Colaboró como presidenta del Comité Organizador de Paseo de la Mujer Mexicana, ubicado en el Parque Fundidora, proyecto formado con el propósito de rendir homenaje a mujeres sobresalientes de la historia de México.
En 2006 asistió a la designación oficial del sitio, evento que contó con la presencia del entonces presidente de México, Vicente Fox Quesada y participó en la inauguración del proyecto en 2010.

### Festival Santa Lucía
En el 2008 fungió como presidenta del Patronato del Festival Santa Lucía en Monterrey en su primera edición.
La creación del Festival Santa Lucía se generó como un legado del Fórum Universal de las Culturas Monterrey (2007) y tiene como objetivo acercar el arte y la cultura a todas las personas del estado, independientemente de su situación socioeconómica. Además, durante su trayectoria, logró conseguir el apoyo de universidades neoleonesas, como la Universidad Autónoma de Nuevo León, el Instituto Tecnológico y de Estudios Superiores de Monterrey, la Universidad de Monterrey, y la Escuela Superior de Música y Danza.
En 2022, como parte de los eventos en el marco del 15° aniversario del Festival, el Congreso del Estado de Nuevo León le otorgó un reconocimiento por sus esfuerzos durante 10 años consecutivos; desde 2008, hasta 2018.

### Libros
En 2022, en la Feria Internacional del Libro Monterrey, contó con un espacio para presentar su primer libro Liliana Melo de Sada: Una vida de amor y compromiso.
También ha colaborado en la elaboración de libros de compilación de las mujeres destacadas en el Paseo de la Mujer Mexicana.

## Vida personal
Desde una edad temprana demostró interés por las artes, particularmente por las artes plásticas. A los 11 años comenzó a tomar clases de dibujo y pintura, con las cuales continuó durante gran parte de su vida, hasta los 35 años, cuando decidió dejarlo para dedicarse a apoyar a otros artistas de su entorno.
En 1973 contrajo matrimonio con Federico Sada González.